# Ivana Gardović
Ivana Gardović est une joueuse bosnienne de volley-ball née le 7 juillet 1985 à Rudo. Elle mesure 1,83 m et joue au poste d'attaquante.

## Clubs
| Club                    | De        | À         |
| ----------------------- | --------- | --------- |
| VC Rudo                 | 1998-1999 | 1999-2000 |
| ŽOK Budućnost Podgorica | 2000-2001 | 2002-2003 |
| Igman Ilidza            | 2003-2004 | 2004-2005 |
| Polo-Kalesija           | 2005-2006 | 2006-2007 |
| ŽOK Kakanj              | 2007-2008 | 2008-2009 |
| OK Kula Gradačac        | 2009-2010 | 2009-2010 |
| Sultan Spor Ankara      | 2010-2011 | 2010-2011 |
| VC Gacko                | 2011-2012 | 2012-2013 |
| Minchanka Minsk         | 2013-2014 | 2013-2014 |
| Jászberényi RK          | 2014-2015 | …         |

## Palmarès
- Championnat de Bosnie-Herzégovine
  - Finaliste : 2010.
- Coupe de Bosnie-Herzégovine
  - Finaliste : 2010.
- Championnat de Biélorussie
  - Finaliste : 2014.